# Starodub
Starodub (en rus: Стародуб) és una ciutat de l'óblast de Briansk, a Rússia, segons el cens del 2021 tenia 17.687 habitants. És la capital de l'ókrug municipal homònim. Es troba a les terres baixes del riu Desnà, a la vora del riu Babinets, de la conca del Dnièper, i a 169 km al sud-oest de Briansk, la capital de l'óblast.

## Història

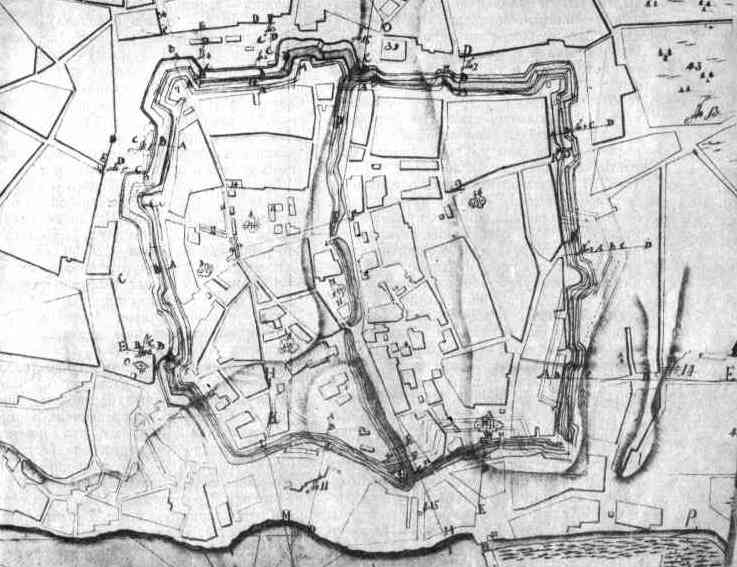
Plànol de Starodub de 1746.

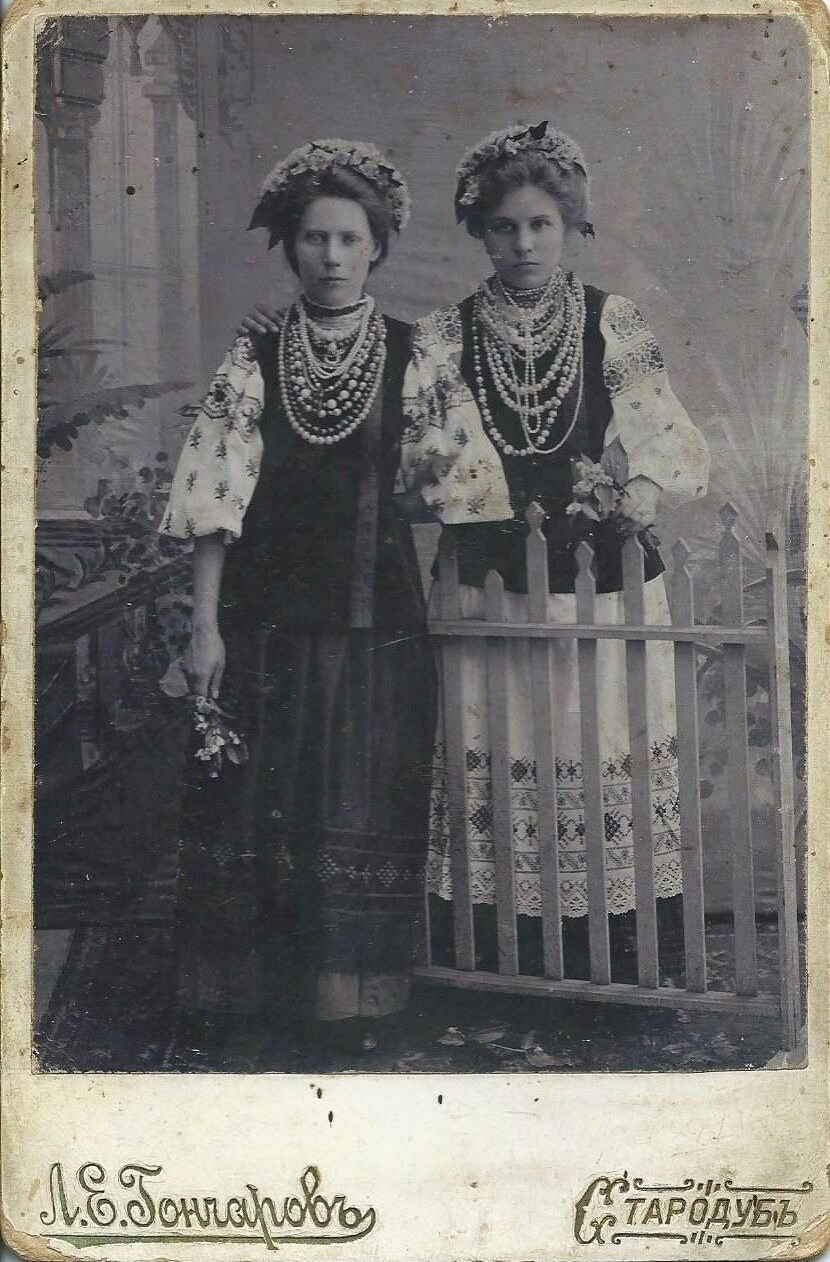
Dones ucraïneses de Starodub el 1910.

Starodub és coneguda a partir del segle XI, com a part de Sevèria. Fou incendiada completament pels mongols de Batu Kan durant el segle XIII. Durant el segle XIV Starodub pertanyia al Gran Ducat de Lituània. Entre 1503 i 1618, Starodub pertanyé al Gran Ducat de Moscou, i després, durant trenta anys, fins al 1648, a la Confederació de Polònia i Lituània. Durant la Rebel·lió de Khmelnitski (1648-1654), la ciutat fou centre d'operacions del regiment cosac de la ciutat. Gaudí d'un grau d'autonomia entre 1666 i 1686.
La vila formaria part llavors de l'Hetmanat cosac autònom fins al 1781. El 1796 fou incorporada a la gubèrnia de Txernígiv. Durant la Primera Guerra Mundial, la ciutat fou ocupada per l'exèrcit alemany des de 1917 fins al 1918. Les forces soviètiques arribarien a la ciutat el novembre de 1918. Durant el període soviètic, Starodub formaria part successivament de l'óblast de Gómel (1919-1926), de l'óblast de Briansk (1926-1929), de l'Óblast Occidental (1929-1938) i de l'óblast d'Oriol (1938-1945). Durant la Segona Guerra Mundial, la ciutat fou ocupada per l'exèrcit nazi entre l'agost de 1941 i el 22 de setembre de 1943, quan fou alliberada per l'Exèrcit roig. Starodub finalment quedà dins de l'óblast de Briansk des d'aleshores.